# Mohamed Ibrahim El-Sayed
Mohamed Ibrahim El-Sayed (* 16. März 1998 in Alexandria) ist ein ägyptischer Ringer. 

## Karriere
Mohamed Ibrahim El-Sayed wurde 2016 erstmals Afrikameister in der Klasse bis 66 kg. Ein Jahr später gewann er bei den Afrikameisterschaften Silber in der Klasse bis 75 kg. Fortan konnte er sich 2018, 2019, 2020 und 2023 viermal zum Afrikameister krönen. Des Weiteren gewann El-Sayed sowohl bei den Afrikaspielen 2019 und 2023 jeweils Gold in der Klasse bis 67 kg. Bei den Olympischen Sommerspielen 2020, die aufgrund der COVID-19-Pandemie 2021 stattfanden, gewann El-Sayed in der Klasse bis 67 kg die Bronzemedaille.